# MAD Lions
MAD Lions, également connu sous les noms MAD Lions E.C. et MAD Lions KOI, était une organisation professionnelle de sport électronique espagnole qui possédait des équipes sur League of Legends, Valorant, Counter-Strike: Global Offensive, FIFA et Clash Royale. Créée en été 2017, l'équipe est rachetée par l'entreprise canadienne de divertissement OverActive Media en 2019 afin d'en faire son équipe européenne à la place de son autre équipe, Splyce.
L'équipe est principalement connue pour son histoire au plus haut niveau européen sur League of Legends, en LEC, qu'il a gagné à 3 reprises. Le club a également possédé des effectifs sur Counter Strike: Global Offensive, de 2017 à 2022, puis sur Valorant de 2022 à 2024.
L'équipe disparaît le 6 décembre 2024, absorbé par l'équipe espagnole KOI.

## Historique
Créée à l'été 2017 sous le nom MAD Lions E.C., l'équipe participe au championnat régional espagnol. Dans ce championnat, le club va connaître ses premiers succès, avec un double titre de champion d'Espagne et une victoire aux European Masters du segment d'été 2018.
MAD Lions E.C est ensuite racheté par l'entreprise canadienne de divertissement OverActive Media en 2019. Ce groupe est aussi propriétaire de Splyce, une équipe esport américaine qui joue dans la ligue franchisée européenne, le LEC et qui a atteint les quarts-de-finale des Worlds 2019 en Europe. Fin 2019, OverActive Media annonce qu'à la suite du rachat de la structure MAD Lions, elle va renommer ses équipes Splyce en MAD Lions à partir de 2020. L'objectif est de toucher une communauté espagnole dont l'intérêt pour l'esport est grandissant.
Le 4 janvier 2023, OverActive Media annonce et publie une lettre d'intention d'achat des structures espagnoles KOI, gérée par le streamer espagnol Ibai Llanos, et Movistar Riders. À la suite de cela, les deux divisions restantes de MAD Lions (l'équipe LEC et l'effectif féminin de Valorant) deviennent MAD Lions KOI, tandis que toutes les autres équipes deviennent Movistar KOI. Dans le cas de MAD Lions KOI, il est précisé qu'il s'agit d'un nom temporaire pour l'année 2024.
Le 6 décembre 2024, KOI officialise la fin du nom MAD Lions KOI pour un branding unique sous le nom Movistar KOI. Cela signifie la disparition officielle de l'équipe après 7 ans d'existence.

## League of Legends

### MAD Lions E.C en SuperLiga (2017-2019)
Avant d'être racheté par Splyce, MAD Lions E.C. évoluait dans la ligue espagnole, la SuperLiga Orange. Après avoir réussi de bonnes performances dès son arrivée fin 2017, MAD gagne en popularité. En 2018, elle réussit une année quasi-parfaite. Elle remporte le segment de printemps et d'été de SuperLiga et ces performances lui permettront de participer aux European Masters, auxquels elle terminera respectivement demi-finaliste, puis remportera le titre sur le segment d'été. Pour agrandir sa communauté et faire grandir sa marque, MAD créée des équipes en Colombie et au Mexique, participant aux championnats locaux. Après une année 2019 où elle atteindra de nouveau les demi-finales des European Masters de printemps mais sans remporter de titre majeur, la structure est rachetée par OverActive Media. L'entreprise qui possède l'équipe Splyce en LEC, décide la remplacer et fait de MAD Lions sa nouvelle équipe en LEC. Les sections latino-américaines sont fermées, tandis que l'équipe de SuperLiga devient les MAD Lions Madrid.

### MAD Lions en LEC (2020-2023)

#### Saison 2020
Au printemps 2020, pour le premier segment en LEC sous le nom « MAD Lions », l'équipe est composée de 4 rookies : Orome, Shad0w, Carzzy, Kaiser et d'un ancien membre de Splyce, Humanoid. Son jeune effectif dépassa largement les attentes puisqu'ils termineront 4e de la phase régulière et parviendront même à battre en début de playoffs G2 Esports, alors grand favori, avant de finalement tomber en demi-finale face à cette même équipe, au jeu du format du tournoi à double élimination. MAD Lions termine donc son premier segment à une très prometteuse 3e place.
À la suite des bonnes performances, aucun changement n'a lieu dans l'effectif pour le segment estival. L'équipe terminera la phase régulière à la seconde place, mais tombera d'entrée de playoffs à nouveau face à G2 Esports. Après avoir battu Schalke 04, MAD échouera à nouveau en demi-finale face à Rogue et terminera 4e.
Cette 4e place du segment d'été est synonyme de qualification pour les barrages des championnats du monde 2020. En tant qu'équipe de région majeure, les analystes s'attendaient à une qualification de l'équipe européenne mais l'équipe échouera finalement face aux turcs de SuperMassive.

#### Saison 2021
Avant le début du segment de printemps, Orome et Shad0w sont remplacés par Armut et Elyoya, réalisant tous les deux leurs débuts en LEC. Armut notamment est un transfuge de SuperMassive, le bourreau de MAD lors des barrages des derniers championnats du monde. Après avoir terminé 3e de phase régulière, MAD Lions bat successivement Rogue, G2 Esports et à nouveau Rogue dans une finale fantastique où MAD Lions réussit une remontada pour remporter son premier titre de LEC.
Alors qualifié pour le Mid-Season Invitational 2021, le représentant européen se retrouve dans un groupe abordable composé notamment de PSG Talon. Dans la phase suivante, MAD parvient, malgré des résultats moyens, à se qualifier pour les demi-finales mais tombera au bout d'un match serré face à DWG KIA, champions du monde en titre.
Pour le segment d'été, pas de changement d'effectif. MAD finit saison régulière se conclura à la 3e place et se qualifie donc pour la quatrième fois d'affilée en playoffs. Ces derniers se dérouleront aussi bien qu'au printemps, avec une victoire d'entrée face à G2 Esports, une victoire écrasante face à Rogue et finalement le titre après avoir dominé Fnatic en finale.
Les victoires sur les deux segments assurent à MAD le statut de tête de série européenne pour les championnats du monde de 2021. Tombés dans un groupe piège composé des Coréens Gen.G Esports, des Chinois de LNG Esports et des Américains Team Liquid, chaque équipe remporte 3 matchs et en perd 3. Résultat : les 4 équipes doivent disputer un unique match de tie-break pour la qualification. MAD Lions réussit à battre LNG en tie-break pour accrocher la 2e place du groupe, synonyme de qualification. Cependant, ils tomberont d'entrée de nouveau face à DWG KIA, cette fois-ci sur le score sec de 3-0.

#### Saison 2022
A l'intersaison, Humanoid, présent depuis Splyce, quitte l'équipe pour Fnatic. Sur la botlane, Carzzy rejoint Team Vitality. Ces deux joueurs sont remplacés respectivement par les rookies Steven "Reeker" Chen et William "UNF0RGIVEN" Nieminen. Cependant, les changements effectués affectent considérablement le niveau de jeu de l'équipe et celui-ci se retrouve bien inférieur à celui proposé l'année passée. Ainsi, l'équipe ne finit que 7e et ne se qualifie pas pour les playoffs du segment printanier.
Mis de côté par Fnatic, Nisqy rejoint l'équipe pour le segment estival en remplacement de Reeker sur la midlane. L'entente sera bien meilleure entre les joueurs et Nisqy, élu MVP du segment, porte l'équipe à la 2e place de la phase régulière. Cependant en playoffs, MAD tombera d'abord face à Rogue puis face à Fnatic. Comme en 2020, la 4e place du segment estival est synonyme de qualification pour les barrages des championnats du monde 2022. Cependant, comme en 2020, MAD est éliminé dès les barrages face à Evil Geniuses, après être tombé dans le groupe du futur champion du monde DRX et de Royal Never Give Up.
En parallèle, les performances moyennes et le financement important nécessaire au maintien de l'équipe pousse les dirigeants à fermer l'équipe académique des MAD Lions Madrid fin 2022, qui fait suite à une relégation en deuxième division espagnole.

#### Saison 2023
Après l'échec des derniers championnats du monde, MAD Lions effectuent des nombreux changements dans l'effectif : Kim "Chasy" Dong-hyeon, passé par l'académie de DWG KIA, remplace Armut, parti chez Dignitas en LCS. Matyáš "Carzzy" Orság revient dans l'équipe, laissant UNF0RGIVEN rejoindre l'académie de 100 Thieves en 2e division d'Amérique du Nord. Kaiser, présent depuis 2020, fait le chemin inverse de Carzzy en rejoignant Team Vitality, et est remplacé par Zdravets "Hylissang" Iliev Galabov, support historique de la LEC, passé par Unicorns of Love mais surtout Fnatic. Le coach français Quentin "Zeph" Viguié, entraîneur de LDLC OL en 2022, rejoint le club en tant que coach assistant.
Avec le nouveau format de la LEC, MAD démarre bien sa saison en terminant 2e de la phase régulière du segment d'hiver. Après avoir éliminé SK Gaming et KOI, MAD se fait écraser par G2 Esports en finale et passe à côté d'un 3e titre.
Parmi les favoris du segment de printemps pour lequel aucun changement d'effectif n'a été fait, le jeu de MAD Lions se dégrade et l'équipe se qualifie tout juste pour la phase suivante en terminant à la 8e place. Cependant, MAD réhausse son niveau de jeu et finit par arriver jusqu'à la finale. Menés 0-2 face à Team BDS, l'équipe parvient à réaliser une nouvelle remontada et remporte ainsi son 3e titre dans ce championnat. En remportant le segment du printemps, MAD Lions accède au Mid-Season Invitational 2023. Cependant, la compétition se passe très mal, MAD étant éliminé par T1 et G2 Esports sans marquer le moindre point.
Le segment de l'été est médiocre, l'équipe finissant 7ème. Cependant, lors du tournoi de fin de saison, l'équipe se reprend et finit 3ème ce qui la qualifie aux championnats du monde 2023. Directement engagé au tour principal, l'équipe est d'abord battue d'entrée par les Américains de Cloud9. MAD se reprend en battant de nouveau Team BDS, mais chute ensuite face à NRG Esports puis Weibo Gaming, ce qui l'élimine de la compétition.

### Dernière saison en tant que MAD Lions KOI (2024)

#### Saison 2024
Malgré une bonne saison dans l'ensemble, MAD Lions décide de renouveler en profondeur son effectif. Dans le même temps, le propriétaire du club, OverActive Media, rachète KOI et les Movistar Riders, puis renomme les MAD Lions en MAD Lions KOI pour la saison 2024. De nombreux joueurs des Movistar Riders, finalistes des EMEA Masters en 2023, rejoignent l'effectif : le midlaner Bartłomiej "Fresskowy" Przewoźnik, le botlaner David "Supa" Martínez García, le support Álvaro "Alvaro" Fernández del Amo et le coach Tomás "Melzhet" Campelos. Ils sont rejoints par Alex "Myrwn" Pastor Villarejo, tandis que Elyoya et Zeph sont les seuls conservés de l'équipe de 2023. Cette équipe à l'accent très espagnole est critiquée avant le début de saison, avec des accusations de copinage lors de la construction de l'effectif. Cependant, au segment d'hiver, l'équipe arrive jusqu'en finale à la surprise générale, ne s'inclinant que face à G2 Esports, grandissime favori. L'équipe rentre cependant dans le rang au printemps et en été avec deux éliminations au premier tour des play-offs. Cependant leur bonne performance en hiver assure à MDK une place au tournoi final de la saison.
Au premier tour des season finals, MDK bat à la surprise générale G2, en demi-finale des gagnants (dans un arbre à double élimination). Malgré des défaites contre Fnatic puis G2, cette victoire leur assure un podium et une qualification aux championnats du monde de 2024. Démarrant en phase préliminaire, l'équipe parvient à se qualifier sans encombre pour la phase principale du tournoi : la phase de système suisse. Cependant, MAD Lions KOI perd successivement contre Bilibili Gaming, le PSG Talon et GAM Esports et est éliminé.
Le 23 octobre 2024, lors d'un stream dédié au futur de son équipe esport, Ibai Llanos annonce la fin du nom MAD Lions KOI, qui sera absorbé dans le reste de la structure KOI. La nouvelle est officialisée le 6 décembre 2024, à l'occasion de la KOICON (un événement centré autour du club, à l'image des Karmine Corp Xperience en France) et de l'annonce de l'effectif de la saison 2025 de KOI.

## Valorant
En 2022, MAD Lions entre sur Valorant délaissant Counter Strike: Global Offensive. Sur ce jeu, l'équipe a d'abord participé au championnat régional VRL France en 2022, où il finit second derrière Team Vitality. Non sélectionné pour jouer dans une ligue franchisée, donc en première division, la structure décide de traverser l'Atlantique en 2023 et de participer à la ligue VCT Challengers North America, une des ligues de deuxième divisions de la division Amériques. MAD Lions signe l'effectif nord-américain d'agent libres Dark Ratio, déjà qualifié pour la saison 2023. Cependant, l'équipe ne brille pas et doit jouer un tournoi de relégation à la fin de la saison, qu'il perd. Avec le rachat de KOI, qui avait été sélectionné en ligue franchisée, par OverActive Media, MAD Lions disparaît du circuit principal de Valorant.
MAD Lions a également possédé une équipe féminine européenne entre 2023 et 2024. Baptisé successivement MAD Lions Laurë puis MAD Lions KOI, l'équipe ne parvient pas à se stabiliser dans la ligue européenne féminine et oscille entre dernière place de la ligue et tournois qualificatifs pour cette dernière. L'équipe disparaît quelques jours avant l'annonce de l'absorption définitive de MAD Lions KOI dans la structure KOI.

## Palmarès
| League of Legends | Valorant |
| --- | -------- |
| - League of Legends EMEA Championship (LEC) : - Champion Printanier en 2021 - Champion Estival en 2021 - Champion Printanier en 2023 - EMEA Masters : - Champion Estival en 2018 |          |